# تپه شمال امرآباد
تپه شمال امرآباد مربوط به عصر مس است و در شهرستان جوانرود، بخش روانسر، روستای امرآباد واقع شده و این اثر در تاریخ ۲۳ شهریور ۱۳۸۲ با شمارهٔ ثبت ۱۰۱۵۸ به‌عنوان یکی از آثار ملی ایران به ثبت رسیده است.